# エクスタシーをさがして
『エクスタシーをさがして』（原題：Coming Soon）は、1999年に公開されたアメリカ合衆国のロマンティック・コメディ映画。
脚本はコレット・バーソンとケイト・ロビンが担当し、監督はコレットが務めた。出演はボニー・ルート、ギャビー・ホフマン、トリシア・ヴェッセイ、ライアン・レイノルズで、女性中心の『アメリカン・パイ』と評されている。

## あらすじ
裕福で知識豊富な3人の高校3年生、ストリーム・ホッセル（頭が良くて地味なストロベリーブロンド）、生意気なジェニー・サイモン（網タイツという装いで知性を隠している）、そしてソウルフルなネル・ケルナーは、マンハッタンにある名門で高価なハルトンスクールに通い、頭脳、美貌、お金、人気、パワフルな両親、チャドやガレージバンドのミュージシャン、ヘンリー・リプシッツのようなボーイフレンドなど、すべてを持っている。しかし、すべてを手に入れた彼女たちだが、まだ満たされていなかった。性的な満足感を得られないまま処女を失ったストリームは、満たされないだけでなく混乱し、自己啓発本や女性誌、コミカルで間違った情報を持つ仲間のアドバイスを参考にしながら問題を解決していく。

## キャスト
- ストリーム・ホッセル - ボニー・ルート（英語版）
- ジェニー・サイモン - ギャビー・ホフマン
- ネル・ケルナー - トリシア・ヴェッセイ（英語版）
- ヘンリー・ロックフェラー・リプシッツ - ライアン・レイノルズ
- ミミ - ヤスミン・ブリース（英語版）
- ジュディ・ホッセル - ミア・ファロー：気の抜けた元ヒッピーの、ストリームの母親
- ディック・ホッセル - ライアン・オニール：若いガールフレンドのミミがいるヤッピーの、ストリームの父親
- チャド - ジェームズ・ロデイ
- ミスター・ジェニングス - スポルディング・グレイ：感じの良いキャリア・カウンセラー
- バーソロミュー - ピーター・ボグダノヴィッチ
- ポリー - ブリジット・バーカン
- ワヒド - ラムジー・ファラガラ
- ルーイ - アシュトン・カッチャー
- ダンテ - ジェームズ・マカフリー
- ミスター・ネイプリス - ヴィクター・アルゴ
- フランク博士 - ティム・カニンガム

## 評価
本作は、批評家からは賛否両論の評価を受けた。レビュー集計サイト「Rotten Tomatoes」では、7件のレビューをもとに29％のスコアを獲得し、平均評価は4.5/10となっている。Metacriticでは、7件のレビューをもとにして100点満点中44点の評価となり、「賛否両論または平均的な評価」と記されている。